# Tehreek-e-Labbaik Pakistan

Symbole électoral.

Drapeau du Tehreek-e-Labbaik Pakistan.

Le Tehreek-e-Labbaik Pakistan ou Tehreek-i-Labbaik Pakistan, désigné sous l'acronyme TLP (en ourdou : تحریک لبیک پاکستان ; littéralement « Mouvement pakistanais Je suis là »), est un parti politique pakistanais islamiste radical.
Le TLP voit le jour le 1er août 2015 en tant que mouvement exigeant la libération de Mumtaz Qadri, un garde du corps condamné à la peine de mort pour l'assassinat de Salman Taseer, le gouverneur du Pendjab qui s'était opposé à la législation pakistanaise contre le blasphème dans le cadre de l'affaire Asia Bibi.
Après l'exécution de Mumtaz Qadri par pendaison le  29 février 2016, le TLP se mue en parti politique à succès. Un succès qu'il rencontre davantage dans la rue (étant capable de mobiliser rapidement des milliers d'individus à l'occasion d'importantes manifestations comme en 2017, 2018, 2020 et surtout 2021) que dans les urnes (ne recueillant que 4,2% des suffrages exprimés lors des élections législatives de 2018).
D'obédience barelvie, le TLP entend défendre le dogme islamique de la finalité de la prophétie (Khatm-e-Nabuwat (en)) de Mahomet ainsi que l'honneur de ce dernier. De ce fait, il est violemment opposé aux ahmadis et aux personnes qu'il accuse de blasphème, contre qui il réclame l'application systématique de la peine de mort. De plus, le parti veut faire du Pakistan un État islamique gouverné par la charia.

## Histoire

### Fondation

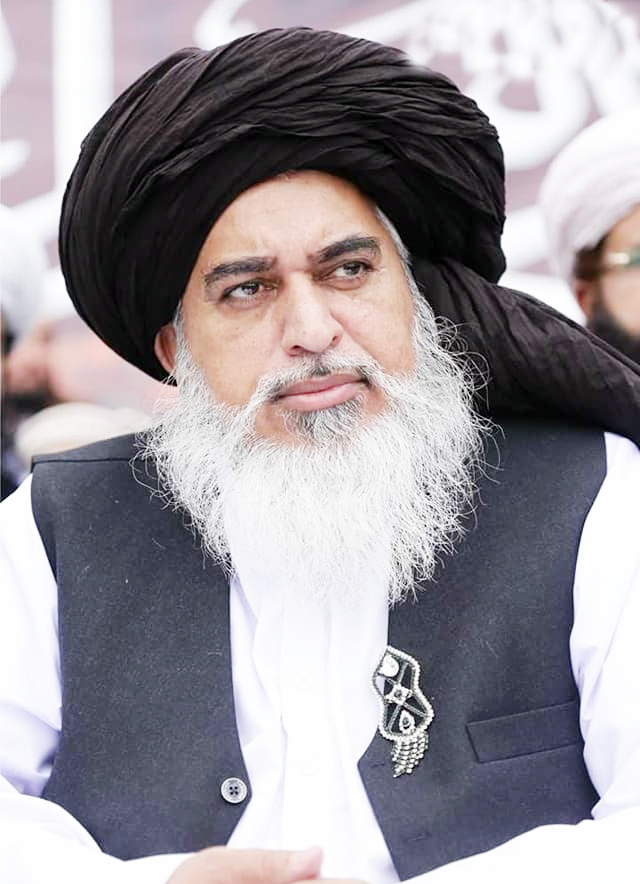
Khadim Hussain Rizvi, émir du Tehreek-e-Labbaik Pakistan de 2015 à 2020.

Le Tehreek-e-Labbaik Pakistan a été fondé le 1er août 2015 par Khadim Hussain Rizvi, un dignitaire religieux barelvi et ancien fonctionnaire du gouvernement provincial du Pendjab. Il a été licencié en 2011 après avoir approuvé l'assassinat de son gouverneur, Salman Taseer, en raison de sa défense de la chrétienne Asia Bibi et de sa critique de la loi interdisant le blasphème.
Le parti se développe notamment au sein des mosquées tenues par des religieux barelvis.

### Manifestations de 2017
Le mouvement se fait surtout connaitre pour avoir organisé à partir du 5 novembre 2017 un sit-in sur l'échangeur Faizabad, le plus important de la capitale Islamabad. Les militants du parti protestent contre le changement du texte de serment des députés à propos du prophète Mahomet, accusé d'être blasphématoire et favorable à la communauté ahmadie.
Obtenant le retrait de la réforme, ils demandent ensuite la démission du ministre de la Justice Zahid Hamid, qu'ils finissent par obtenir. Le rassemblement est violemment expulsé par la police le 26 novembre 2017, entrainant la mort de six manifestants et en blessant 200 autres.

### Élections de 2018

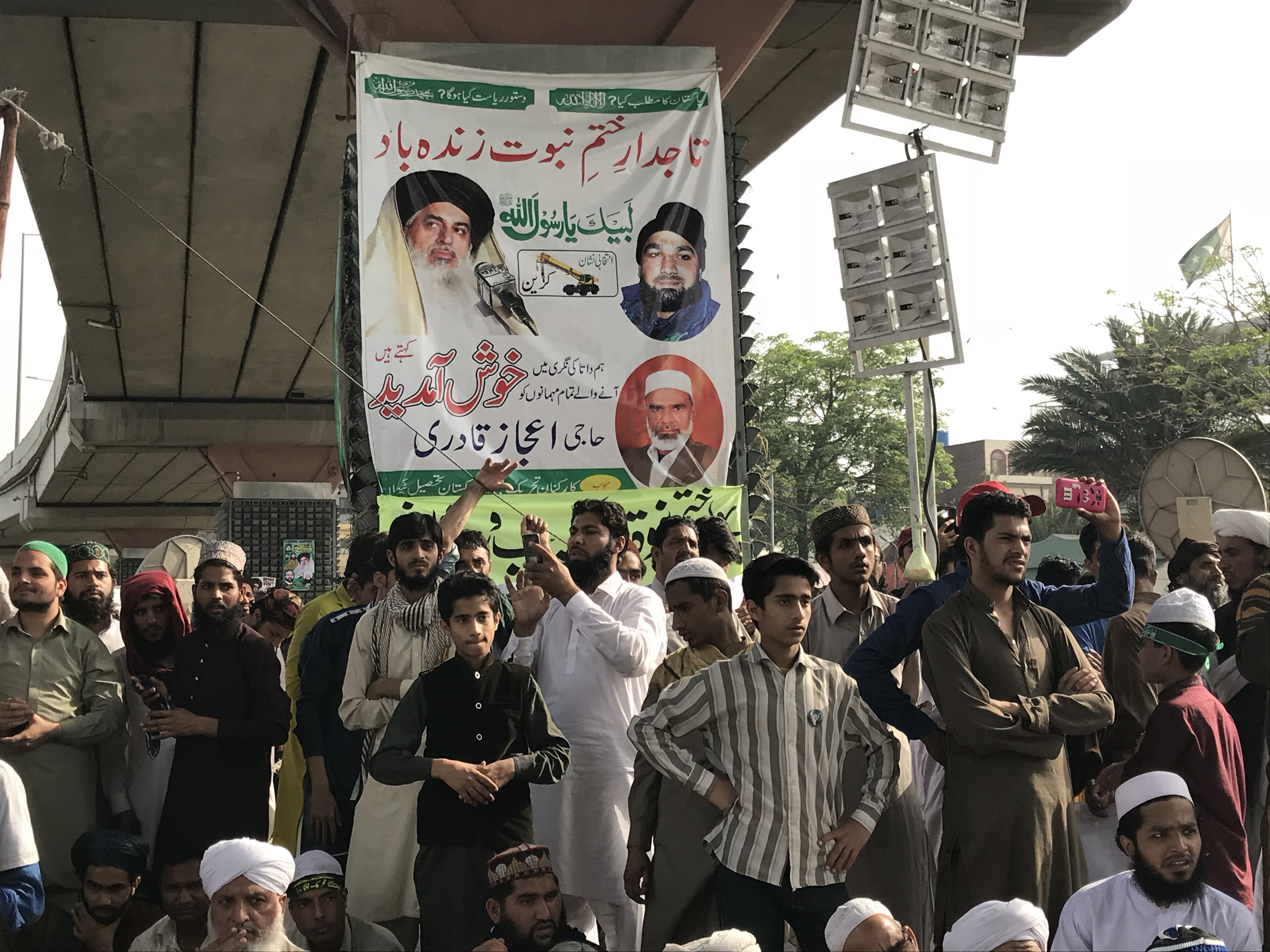
Protestation du TLP en avril 2018 à Lahore ; en fond une affiche électorale pour les législatives de 2018.

Le parti réalise une performance en demi-teinte pour son premier scrutin, les élections législatives de 2018. Il réunit 2,2 millions de voix, soit 4,2 % de l’électorat, faisant presque jeu égal avec l'alliance religieuse Muttahida Majlis-e-Amal, bien plus ancienne.
Toutefois, le parti ne s'impose dans aucune circonscription nationale, mais parvient à faire élire trois députés provinciaux (Muhammad Qasim Fakhri, Muhammad Younus Soomro et Sarwat Fatima), tous à l'Assemblée du Sind, principalement grâce à sa percée dans la principale ville du pays, Karachi, 16 millions d'habitants, où il réunit près de 12 % des voix.

### Affaire Asia Bibi
Après l'acquittement par la Cour suprême d'Asia Bibi le 31 octobre 2018, femme chrétienne condamnée à mort en 2010 pour blasphème envers l'islam, des milliers de sympathisants de TLP manifestent à l'appel des dirigeants de leur parti. Parmi eux, Pir Afzal Qadri appelle notamment au meurtre du juge en chef du pays Saqib Nisar et Khadim Hussain Rizvi appelle les soldats à se mutiner contre leur hiérarchie.
Dans un premier temps, le gouvernement fédéral accepte de négocier avec le mouvement, alors qu'Asia Bibi est interdite de quitter le Pakistan, dans l'attente d'un recours en révision. Toutefois, Qadri et Rizvi sont arrêtés et placés en détention le 23 novembre 2018, avec des centaines de militants de leur parti pour « trahison et terrorisme ».
Quand Asia Bibi est définitivement acquittée le 29 janvier 2019, le parti ne réunit que quelques dizaines de sympathisants en protestation.
Qadri et Rizvi sont finalement libérés sous caution le 10 mai 2019, 5 mois après, alors que les cadres du TLP promettent de ne plus renouveler d'appels à la violence.

### Manifestations anti-caricatures de 2020
En octobre-novembre 2020, à la suite du soutien apporté par le président français Emmanuel Macron au droit à caricaturer le Prophète de l'islam (dans le contexte du procès de l'attentat contre Charlie Hebdo et de l'assassinat de Samuel Paty), le TLP lance plusieurs manifestations au Pakistan.
Pour sa part, le Premier ministre Imran Khan s'en prend avec virulence au chef de l'État français et, chose rarissime, l'ambassadeur de France est convoqué par le ministère des Affaires étrangères pakistanais le 26 octobre, un mois après une nouvelle tentative de meurtres, dans les anciens locaux de Charlie Hebdo (25 septembre 2020).
Pour mettre fin à la mobilisation, Imran Khan conclut alors un accord avec l'organisation islamiste : il prévoirait la présentation d'une résolution à l'Assemblée nationale visant à l'expulsion de l'ambassadeur de France, l'absence de nouvelle nomination à l'ambassade parisienne (le poste étant actuellement vacant), un boycott des produits français et la libération de militants du TLP interpellés lors des manifestations, d'ici le 16 février 2021. Cette affaire permet au TLP de revenir sur le devant de la scène politique, deux ans après avoir été proche de la disparition.
Si cet accord était appliqué, ce serait la première fois de l'histoire pakistanaise qu'un groupe religieux parviendrait à dicter sa politique étrangère au gouvernement. La décision d'Imran Khan obéit à une « logique identitaire » note Le Figaro, alors qu'au Pakistan, où 96 % de la population est musulmane, « l'islam y est le pilier de l’identité nationale » depuis la partition des Indes en 1947 et la défense de l'honneur de Mahomet l'un des rares sujets consensuels. Le Premier ministre garde notamment en tête les échéances électorales, espérant prendre le contrôle du Sénat lors des élections de 2021.
Le 19 novembre 2020, Khadim Hussain Rizvi meurt subitement et est remplacé par son fils Saad Hussain Rizvi à la tête du parti.
En avril 2021, des milliers de partisans du mouvement manifestent à Lahore, deuxième plus grande ville du pays, protestant contre l’arrestation de Saad Rizvi. Celui-ci avait essayé d’organiser une marche sur la capitale Islamabad le 20 avril pour exiger l'application de l'accord, dont le départ de l’ambassadeur de France.
Après plusieurs journées de manifestations émaillées de violences, le ministre de l'Intérieur Rashid Ahmed annonce une procédure d'interdiction du parti sur la base de la loi anti-terroriste de 1997, mais le parti a fait appel de cette décision.
Le 2 novembre 2021, le gouvernement pakistanais libère plus de 800 membres du TLP à la suite d'un accord avec le parti politique.

### Répression du Mouvement du Pakistan pour la justice
En mai 2023, Muhammad Qasim Fakhri, devenu chef du parti au Parlement, est à l'origine d'une résolution de l'Assemblée provinciale du Sind qui réclame l'interdiction et la répression du Mouvement du Pakistan pour la justice (PTI).

### Élections de 2024
Lors des élections législatives de 2024, le parti améliore son score à la fois en valeur absolue (avec plus de 650 000 électeurs supplémentaires) et en proportion (0,67 points de pourcentage supplémentaires) par rapport au scrutin précédent, au point de devenir le quatrième parti du pays. Néanmoins, il échoue toujours à faire élire un député à l'assemblée nationale et n'obtient cette fois qu'un seul député provincial en la personne de Mehmood Ahmad, élu à l'assemblée du Pendjab,. 

## Résultats électoraux

### Élections législatives
| Année | Voix      | %    | Sièges  | Rang | Gouvernement        |
| ----- | --------- | ---- | ------- | ---- | ------------------- |
| 2018  | 2 234 316 | 4,21 | 0 / 342 | 5e   | Extra-parlementaire |
| 2024  | 2 888 619 | 4,88 | 0 / 336 | 4e   | Extra-parlementaire |

## Violences sectaires
En décembre 2021, un bouddhiste accusé de blasphème est battu à mort et son corps brûlé par une foule scandant des slogans du Tehreek-e-Labbaik Pakistan.
Le groupe est aussi responsable de violences allant régulièrement jusqu'au meurtre à l'encontre des Ahmadis,,.